# Georgia Aquarium
Koordinaten: 33° 45′ 45″ N, 84° 23′ 38″ W
Das Georgia Aquarium in Atlanta (Georgia) am Pemberton Place verfügt über 31.000 m³ Salz- und Süßwasserbecken sowie über mehr als 100.000 Tiere aus 500 Tierarten und war damit zum Zeitpunkt seiner Eröffnung das größte Aquarium weltweit. Zu den größten Attraktionen zählen vier Walhaie, drei Belugas und zwei Mantarochen.
Gefördert und weitgehend finanziert durch eine 250-Millionen-US-$-Spende vom Home-Depot-Mitbegründer Bernard Marcus, wurde das Aquarium auf einem 81.000 m² großen Gelände nördlich des Centennial Olympic Parks im Zentrum von Atlanta errichtet.

## Entstehung
Die Idee zu einem Aquarium in Atlanta hatte Marcus 1990 bei einem Empfang im Monterey Bay Aquarium anlässlich seines 60. Geburtstags. Im November 2001 kündigte er an, ein Aquarium zu bauen, das gleichermaßen Bildung und Wirtschaftswachstum fördert und es der Stadt Atlanta zu stiften. Marcus und seine Ehefrau Billi besuchten und inspizierten 56 Aquarien in 13 Ländern, um das Bauwerk zu entwerfen und spendeten insgesamt 250 Millionen US-$ für den Bau des Georgia Aquariums. Weitere Spendengelder in Höhe von 40 Millionen US-$ kamen unter anderem von den Konzernen Coca-Cola, Turner, Home Depot, UPS, AirTran, AT&T, Georgia-Pacific, Time Warner, SunTrust und der Southern Company. Die privatwirtschaftliche Unterstützung ermöglichte es dem Aquarium, schuldenfrei zu eröffnen.
Als ersten Mitarbeiter engagierte Marcus 2002 den damaligen Geschäftsführer (CEO) des Florida Aquariums Jeff Swanagan. Dieser hatte sich durch seine erfolgreiche Geschäftsführung bei der Sanierung des finanziell angeschlagenen Florida Aquariums ausgezeichnet. Swanagan wurde Gründungsvorsitzender und Vorstandsmitglied des Georgia Aquariums und hatte wesentlichen Anteil an dessen Entstehung. Er beaufsichtigte sämtliche Entwicklungsschritte von der Bauplanung bis zur Beschaffung der ausgestellten Tiere.
Nach 27 Monaten wurde das Georgia Aquarium mit 60 Becken auf 1520 m², zwei Großküchen, Souvenirläden, einem 4D-Kino, einem Restaurant und Parkplatz am 21. November 2005 für Inhaber einer Jahreskarte und am 23. November 2005 für die Allgemeinheit eröffnet. Mit Eintrittspreisen von 26 US-$ für Erwachsene, 21,50 US-$ für Senioren und 19,50 US-$ für Kinder führt die Non-Profit-Organisation eines der teuersten Aquarien des Landes.
Trotzdem erfreut es sich eines großen Besucherzuspruchs und hatte am 1. März 2006, nur 98 Tage nach der Eröffnung, den 1-millionsten Besucher begrüßen können. Bis zur Aussetzung des Abo-Verkaufs – nach Angaben des Leiters Jeff Swanagan sollte der Charakter einer Privatveranstaltung vermieden werden – wurden für das erste Jahr über 290.000 Jahreskarten abgesetzt. Das Georgia Aquarium begrüßte seinen 3-millionsten Besucher am 24. August 2006, den 5-millionsten am 23. Mai 2007 und den 10-millionsten Besucher am 25. Juni 2009.
Jeff Swanagan blieb bis 2008 Vorsitzender und Geschäftsführer des Georgia Aquariums und wechselte dann zum Columbus Zoo. Sein Nachfolger als Vorsitzender wurde Anthony Godfrey, den Swanagan ursprünglich 2004 als Kaufmännischen Geschäftsführer (CFO) eingestellt hatte.

## Sammlung

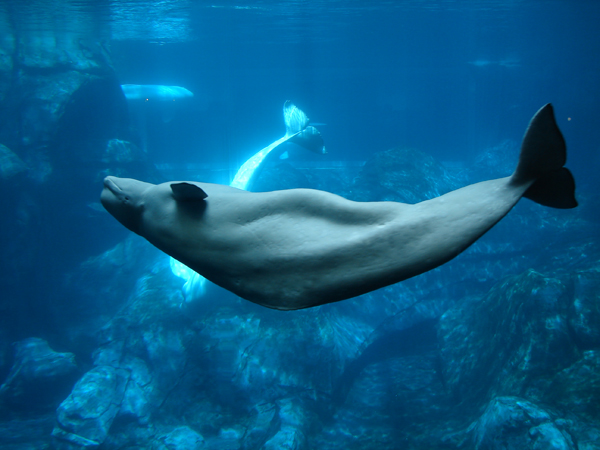
Einer von vier Belugawalen

Walhai im Panoramabecken

Das Georgia Aquarium beherbergt zwischen 100.000 und 120.000 Fische und andere Wasserbewohner aus mehr als 500 Tierarten. Am 14. Juni 2005 wurde die Gesamtzahl an Tieren veröffentlicht, nachdem zuvor lediglich von über 55.000 Exemplaren gesprochen worden war. Marcus wurde im Atlanta Journal-Constitution wie folgt zitiert:

“I have been saying that we would have more than 55,000 fish; I just never said how many more.”

„Ich habe gesagt, dass wir über 55.000 Fische haben werden; Ich habe aber nie gesagt wie viele mehr.“

Die Fische wurden von Taiwan aus in 42 Behältern per Luftfracht in einer MD-11 nach Atlanta geflogen.
Die bekanntesten Exemplare sind vier Walhaie aus Taiwan mit Namen Ralph, Norton, Alice und Trixie, benannt nach den Hauptfiguren der amerikanischen Comedy-Serie The Honeymooners. Ralph starb im Januar 2007 an einer Bauchfellentzündung; Norton musste im Juni 2007 eingeschläfert werden, nachdem er unkontrolliert umhergeschwommen und die Nahrungsaufnahme verweigert hatte. Ralph und Norton lebten seit Eröffnung der Ausstellung im Aquarium; Alice und Trixie kamen im Juni 2006 dazu.
Das Georgia Aquarium ist die einzige Einrichtung außerhalb Asiens, die Walhaie beherbergt. Die Haie werden in einem 24.000 m³ großen Becken gehalten, um das herum die gesamte Ausstellung konzipiert ist. Der Import der Walhaie aus Taiwan, der von Jeff Swanagan und angestellten Biologen geleitet wurde, erfolgte streng geheim und war noch nie zuvor durchgeführt worden. Der Transport erforderte den Einsatz großer Frachtflugzeuge, LKW und Schiffe, um die gewaltigen Meeresbewohner nach Atlanta zu befördern. Die vier Walhaie wurden von Taiwans mittlerweile abgeschafften jährlichen Fangquoten abgezogen und wären getötet und verzehrt worden, hätte das Georgia Aquarium sie nicht gekauft.
Im Mai 2007 genehmigte die taiwanesische Fischereibehörde dem Aquarium zwei weitere Walhaie, bevor Taiwan deren Fang im Jahr 2008 endgültig verbot. Die Anfang 2007 gefangenen Haie trafen im Juni 2007 im Aquarium ein und wurden Taroko, zur Erinnerung an den Taroko-Nationalpark, und Yushan, nach Taiwans höchstem Berg Yushan, dem „Jadeberg“ benannt.
Es ist eines von zwei Aquarien in den Vereinigten Staaten, das Große Hammerhaie ausstellt; das zweite ist das Adventure Aquarium in New Jersey. Das Aquarium beherbergte fünf drei Meter große Belugawale: Zwei männliche Tiere mit Namen Nico und Gasper wurden von einem Freizeitpark in Mexiko-Stadt gerettet, wo sie unter einer Achterbahn gehalten wurden.
Drei weibliche Tiere trafen noch vor der Aquariumseröffnung im Rahmen eines Aufzuchtsprogramms vom New York Aquarium hinzu: Marina, Natasha und ihre Tochter Maris. Wegen zu geringen Gewichts, Hautverletzungen und einer Knochenkrankheit wurde Gasper im Januar 2007 eingeschläfert. Marina starb im Dezember 2007 eines wahrscheinlich natürlichen Todes (sie war bereits 30 Jahre alt).
Nico starb überraschend im Oktober 2009, nachdem er vorübergehend – zusammen mit Natasha und Maris – ins SeaWorld San Antonio verlegt worden war, um Bauarbeiten am Aquarium durchführen zu können. Im März 2010 kehrten Maris und ein neues männliches Tier namens Beethoven in die Ausstellung des Georgia Aquariums zurück, während Natasha mit einem Partner in San Antonio blieb. Das Aquarium ist eines von sechs Aquarien in den USA, einschließlich des Shedd Aquarium in Chicago, das Belugawale in seinem Bestand hat.
Das Georgia Aquarium erwarb einen Mantarochen von einem Aquarium im südafrikanischen Durban. Der „Nandi“ genannte Mantarochen wurde per Zufall in den Netzen gefangen, die dazu dienen, die Küste vor Haien zu schützen. Beamte der Einrichtung in Durban entschieden, dass der Mantarochen zu groß für ihr Becken geworden war, und boten den Mantarochen dem erheblich größeren Georgia Aquarium an. Nandi wurde erstmals im August 2008 in der Ocean-Voyager-Ausstellung gezeigt und war der erste jemals in den USA zu Schau gestellte Mantarochen; das Aquarium ist somit eines von vier Aquarien in der Welt, die diese Tierart ausstellt. Ein zweiter Mantarochen ergänzt die Ausstellung seit September 2009.

## Ausstellungen

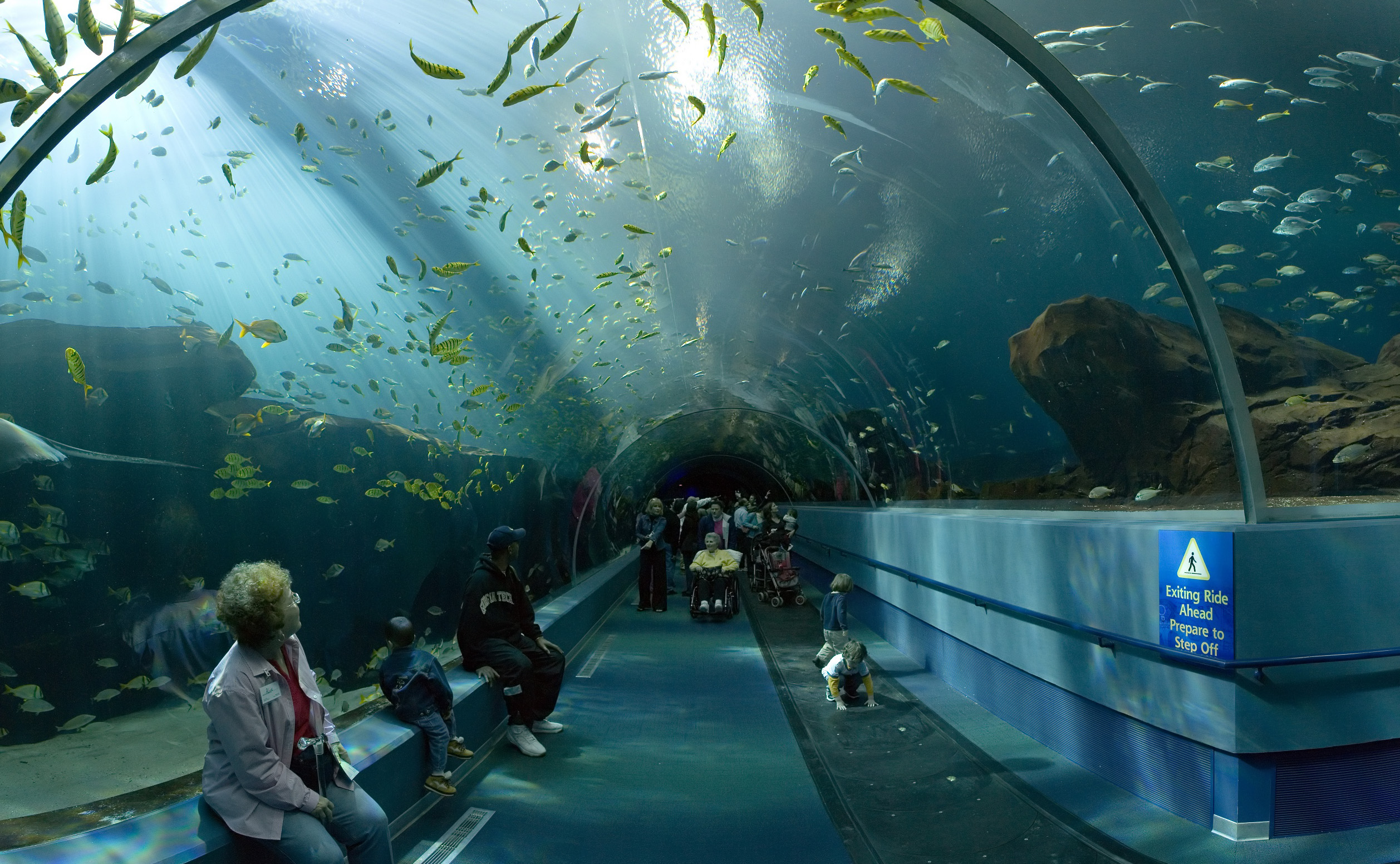
Der Aquatunnel des Ocean Voyager

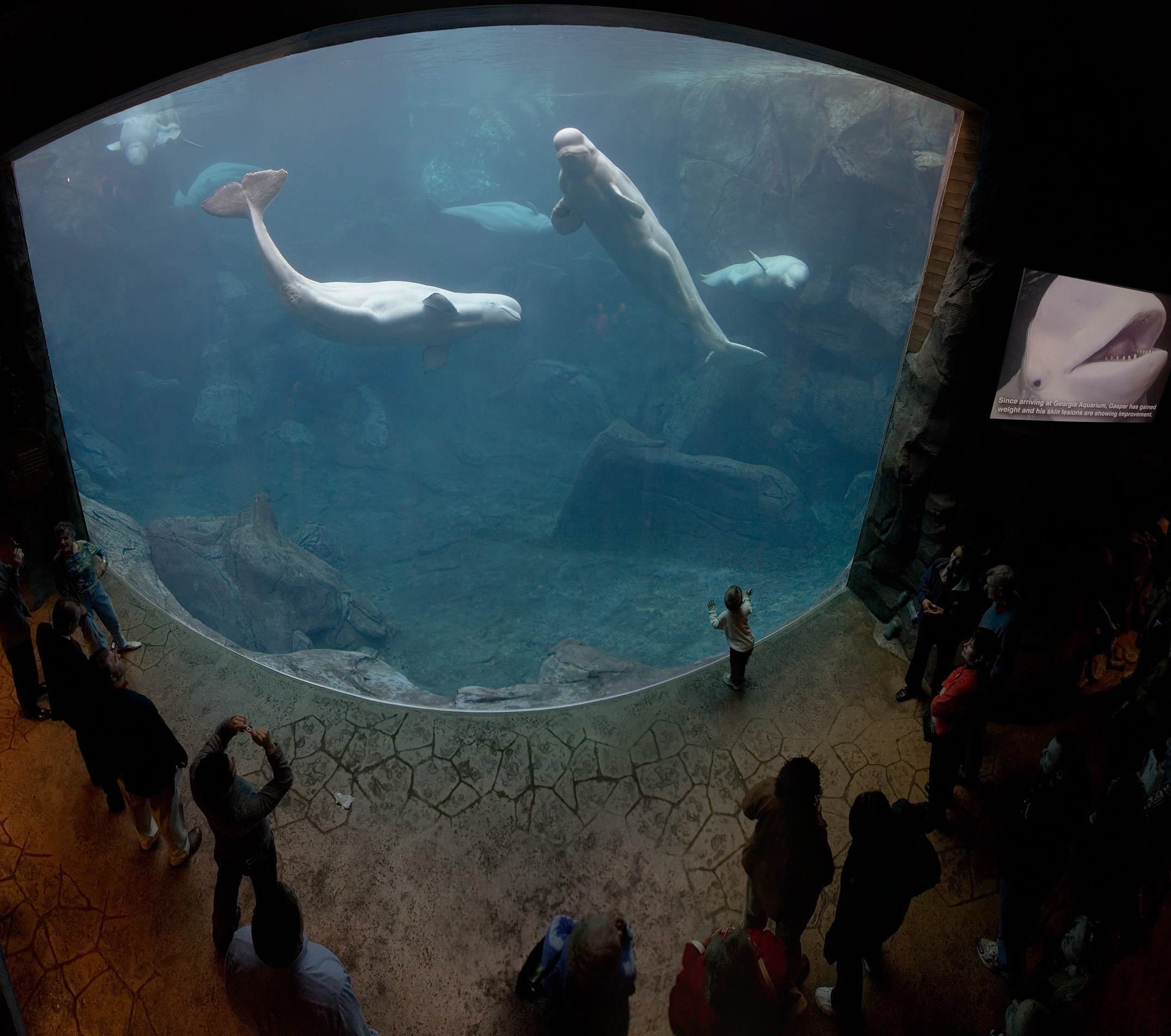
Fünf Belugawale

Die Wassertiere werden in den fünf Galerien Georgia Explorer, Tropical Diver, Ocean Voyager, Cold Water Quest und River Scout präsentiert, die jeweils bestimmten Lebensräumen entsprechen. Beim Betreten des Aquariums auf der rechten Seite befindet sich die Georgia Explorer-Ausstellung, die speziell für Kinder konzipiert wurde. Sie bietet eine Reihe von Streichelbecken mit Rochen sowie Ausstellungen über Meeresschildkröten und die Tier- und Pflanzenwelt des Gray Riffs – einem National Marine Sanctuary vor der Küste von Georgia.
Die zweite Ausstellung, der River Scout, widmet sich ebenfalls der heimischen Umwelt: Sie zeigt einen Überkopffluss, bei dem die Besucher nordamerikanische Fische von unten betrachten können. Neben den heimischen Arten werden Piranhas, Elektrische Fische und andere ungewöhnliche Süßwasserlebewesen ausgestellt.
Der dritte Aquariumsbereich, der Cold Water Quest, zeigt Lebewesen aus den Polarregionen der Erde und enthält die meisten Säugetiere. Im zweitgrößten Habitat des Aquariums zeigt dieser Bereich Belugawale, Japanische Riesenkrabben und Brillenpinguine.
Die vierte Ausstellung mit dem Namen Ocean Voyager enthält den Großteil des Wassers im gesamten Aquarium und beinahe 100.000 Fische. Die Ausstellung soll das Leben im Mesoamerican Barrier Reef System darstellen und präsentiert die Walhaie; zudem enthält sie einen 30 Meter langen Unterwassertunnel und das zweitgrößte Aquarienfenster der Welt.
Der letzte Ausstellungsteil macht einen thematischen Schwenk, da die Tropical Diver-Ausstellung viele eigentümliche Lebensformen im Wasser darstellt, einschließlich eines lebenden Riffs mit Korallen.
Das Aquarium bietet zudem den 4D-Film Deepo's Undersea 3D Wondershow und andere Attraktionen, wie die Ocean Voyager – Journey With Giants-Ausstellungshalle, in der die Chedd-Angier-Lewis Production Company zusammen mit der Electrosonic Inc. eine dynamische, interaktive Projektion zur Artenbestimmung, genannt Open Ocean Touchwall, erstellt hat. Diese ist ein virtuelles Aquarium in dem überlebensgroße, vollanimierte 3D-Darstellungen von Hochseefischen über sechs Schauwände schwimmen, die einem Wasserbecken nachempfunden sind. Die Besucher können ihre Arme nach den Fischen ausstrecken und erhalten so amüsante und informative Fakten über die Fischart in Form von Blasen präsentiert.
2009 eröffnete die Titanic Aquatic-Ausstellung mit einem Schiffsrundgang über die damalige RMS Titanic. Die Ausstellung war bis zum 7. September 2009 geöffnet; nun präsentiert das Georgia Aquarium eine Weltneuheit Planet Shark: Predator or Prey (Die Welt der Haie: Raubtiere oder Beute). Die Ausstellung richtet ihr Augenmerk darauf, falsche Mythen zu widerlegen und ein besseres Verständnis für Haie zu vermitteln. Sie stellt Haigebisse, Zähne, Fossilien sowie lebensgroße Haimodelle von echten Haien aus.
Die Aufsicht über den Aquariumsbau hatte die Firma Heery International, die als Programmverantwortliche und Repräsentantin des Georgia Aquariums fungierte. Die Konstruktionspläne des Georgia Aquariums wurden von dem in Atlanta ansässigen Architekturbüro tvsdesign erstellt, ehemals Thompson, Ventulett, Stainback & Associates. Zusätzlich entwickelte tvsdesign die Innenausstattung der Anlage und der beiden Souvenirläden. Die Aquarien wurden von dem in St. Louis ansässigen Unternehmen PGAV gestaltet.

## Erhaltungsarbeit

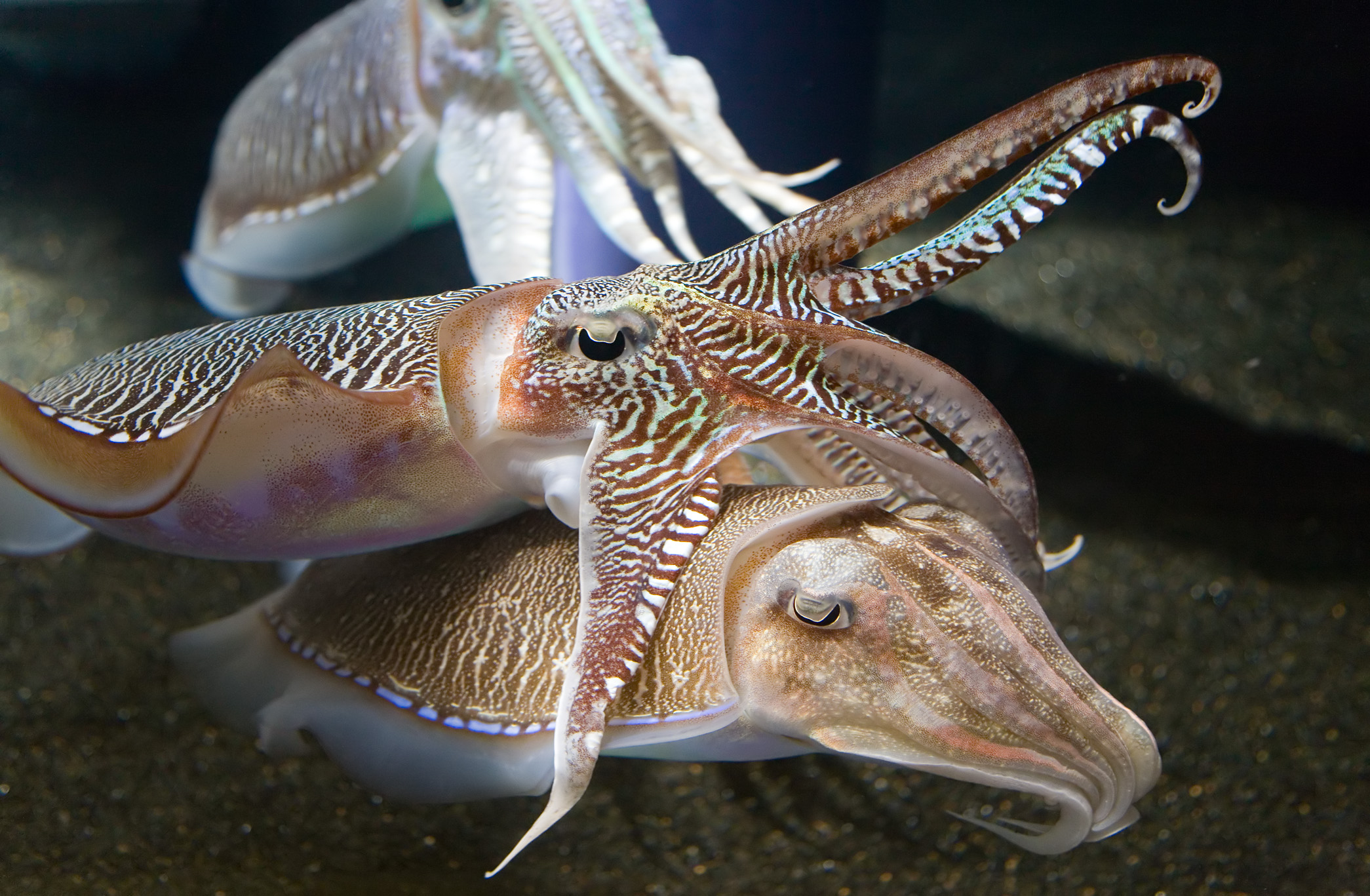
Sepien im Aquarium

Dem Willen des Gründers Bernard Marcus entsprechend, haben die Erhaltungs- und Umweltschutzaufgaben des Aquariums den gleichen Stellenwert wie die Ausstellung selbst. Schon lange vor der Eröffnung kooperierte das Aquarium mit dem Georgia Tech und der Georgia State University in Atlanta sowie der University of Georgia in Athens, um gefährdete Arten durch Ausbildungs- und Forschungsprogramme zu schützen.
Der Ankauf der männlichen Belugawale, die unter einer nicht artgerechten Haltung litten, wird von Marcus als Paradebeispiel für die Form des Naturschutzes angeführt, mit der sich das Aquarium befassen soll. Schätzungsweise 100 gestrandete Atlantische Tarpune wurden für die Sammlung aus einem Gezeitenbecken am Skidaway Island vor der Küste von Georgia gerettet. Die in der Ausstellung verwendeten Korallen sind in Zusammenarbeit mit dem Georgia Tech und der University of the South Pacific künstlich gezüchtet worden: Dazu hängte man Bimssteinblöcke 8 Monate lang über ein Riff nahe der Ortschaft Tagaqe auf Fidschi, sodass sich Seetang und wirbellose Tiere des Riffs darauf Kolonien errichten konnten.

## Einrichtungen
Das Georgia Aquarium ist das größte Aquarium Nordamerikas; es umfasst 50.000 m² überdachte Fläche und besitzt 328 Tonnen Acrylglasscheiben, 290 Sanitärvorrichtungen, 200 Bodenabläufe, 53 Hausdächer, 98 km an Leitungen und Rohren sowie 91.000 m Betonwänden im gesamten Bauwerk. Es fasst 30.000 m³ an Süß- und Salzwasser (benötigt wurden dafür 680 Tonnen der „Instant Ocean“-Salzwasseraufbereitung) und beherbergt mehr als 100.000 Fische und andere Tiere. Das aus blauem Metall und Glas designte Äußere des Aquariums gleicht einer riesigen, durch eine Welle brechenden Arche. Der Rumpf des Schiffes entspringt zwei großen Gebäuden mit geschwungenen, fließenden Dächern, einer Verkörperung der Meeresdünung.
Die Projektierung der Aquariumskonstruktion war mit einem auf 27 Monate verkürzten Zeitplan sehr ambitioniert. Um die Arbeiten der verschiedenen Bauphasen zu erleichtern und damit dem Projektplan gerecht zu werden, wurde eine zweischichtige Bitumendachabdichtung über eine leichtgewichtige Betontragekonstruktion installiert. Das provisorische Dach ermöglichte eine Beschleunigung der Bauarbeiten. In der letzten Bauphase wurde ein hellgraues FiberTite-Dachsystem installiert, das zur grauen Außenwandverschalung passt. Die Bauarbeiten wurden an Brasfield & Gorrie, einem Generalunternehmer mit Firmensitz in Birmingham (Alabama), vergeben.
Neben den gewaltigen Habitaten, die das Herzstück des Aquariums bilden, beinhaltet die Einrichtung den 1520 m² großen Oceans Ballroom – einen Bankettsaal, der Platz für Veranstaltungen mit bis zu 1100 Sitzplätzen bietet oder 1600 Gäste bei Empfangen aufnehmen kann. Der Festsaal ist mit zwei 3,0 m × 8,5 m großen Fenstern zur Ausstellung der Walhaie und Belugas ausgestattet und kann in drei kleinere Bereiche unterteilt werden. Die Baukosten des Aquariums überstiegen allerdings die von Marcus ursprünglich gestifteten 250 Millionen US-$. Um die Einrichtung trotzdem ohne Abstriche am Bauvorhaben fertigstellen zu können, haben sechs örtliche Unternehmen Sponsorverträge für die Ausstellung unterschrieben (AirTran Airways, AT&T, Georgia-Pacific, The Home Depot, Southern Company und SunTrust Banks).
Im Mai 2008 verkündete das Georgia Aquarium seine Pläne für eine 110-Millionen-US-$-Erweiterung der Anlage um eine neue Delphin-Ausstellung. Die Erweiterung belegt eine Fläche von 7.800 m² und beinhaltet 4.900 m³ Wasser. An der Westseite der Anlage gelegen, bietet die Ausstellung Platz für Live-Vorführungen, große Beobachtungsfenster und zudem die Gelegenheit für die Besucher, mit den Tieren zu interagieren. Diese wurden als Leihgaben von Marineland für das Aufzuchtprogramm bereitgestellt.